# Viva Viña
Viva Viña es un programa de televisión chileno realizado desde la terraza del Hotel Sheraton Miramar de Viña del Mar. Producido y emitido desde 2025 por Mega, realizado en el marco del Festival Internacional de la Canción de Viña del Mar. Es el programa satélite oficial del evento (en sus ediciones LXIV, LXV, LXVI y LXVII), dando cobertura exclusiva del mismo y de los eventos previos o relacionados, y complementándolo con artistas invitados o relacionados con el certamen.
En su primera temporada, en 2025, es conducido por Francisca García-Huidobro y José Antonio Neme, acompañados de los panelistas Iván Arenas, Daniela Aránguiz, Michael Roldán, Joaquín Méndez, Antonia Kohler y Darynka Marcic, quienes conversan con diferentes invitados, incluyendo a los artistas del Festival, además de música, humor, moda y farándula.

## Equipo

### Conducción
- Francisca García-Huidobro
- José Antonio Neme

### Panelistas
- Iván Arenas
- Joaquín Méndez
- Daniela Aránguiz
- Michael Roldán
- Antonia Kohker
- Darynka Marcic

## Temporadas
| Edición | Inicio                | Final              |
| ------- | --------------------- | ------------------ |
| 2025    | 22 de febrero de 2025 | 2 de marzo de 2025 |